# Дже Цонкапа
Дже Цонкапа (1357 – 1419); на тибетски: བཙོང་ཁ་པ, също Цзонхава, Цонкапа, бур. Зонхобо, Зонхаба; на монголски: Зонхов), буквално „Мъжът от Луковата долина“ е прославен учител на Тибетския Будизъм, основател на школата Гелугпа. Той е известен също и с монашеското си име Лобсанг Драгпа или просто Дже Ринпоче.
Цонкапа слуша ученията на Буда от учители на всички традиции на Тибетския Будизъм и получава приемственостите на основните школи. Главният му източник на вдъхновение е традицията Кадампа, наследство от Атиша. Има две специални особености на традицията Гелугпа, основаващи се на ученията на Дзонкапа и те са:
- Единство на Сутра и Тантра
- Ударение върху Виная или монашеския кодекс на дисциплина.

## Биография
Дже Цонкапа е роден е през 1357 г. в десетия ден на десетия месец в долината Цонка на областта Амдо, източен Тибет в номадско семейство. В превод от тибетски „дзонг“ означава „лук“, а „кха“ – „място“. По тази причина е разпространено мнението, че името му произлиза от названието на местността. Само че неговото истинско име се пише не дзонка, а дзанка – „средната част на жилището“, което на амдоски диалект се произнася като „дзонкха“. Цонкапа, когото в Тибет уважително наричат Дже Ринпоче („Достопочтен и Драгоценен“), никога не е изтъквал собствените си духовни достижения, а за дълбочината на медитатиния му опит свидетелстват само негови случайно изпуснати думи. Той обаче не е скривал своята близка връзка с Манджушри, Буда – аспекта изразяващ просветлената мъдрост. Кябчже Пабонгка Ринпоче, един от най-видните съвременни учители, наричал лама Цонкапа „Цар на Дхармата в трите свята“; така са го почитали и другите тибетски учители в различни времена. В литературата на школата Гелугпа името Цонкапа обикновено се предхожда от титула „Всезнаещ Наставник“.

### Ранни години
На тригодишна възраст Цонкапа получава обетите на светски практикуващ (санскр. Упасака или тиб. Генен) от Четвъртия Кармапа Рьолпе Дордже, който му дава името Кунга Нингпо. На седем получава обетите на монах-послушник (санскр. Шраманера или тиб. Гецул) и името Лобсанг Драгпа от Чьодже Дондуб Ринчен. На тази ранна възраст той бил готов да получи посвещенията в Чакрасамвара, Хеваджра и Ямантака, най-мощните Буда аспекти, както и да рецитира множество Сутри като например Манджушри-нама-самгити.

### Образование
Воден от страстното си влечение към духовни знания, Цонкапа пътешествал много, като се обучавал във всички традиции на тибетския будизъм. На шестнадесет години той се отправя към манастира Дригунг в централен Тибет, основен център на Кагю, където под ръководството на наставника Ченга Чоки Гялпо получава наставления по бодхичита и Махамудра, по-късно Шестте Йоги на Наропа и Калачакра Тантра. Кончог Кяб ог същия манастир му предава своите знания по медицина, и само за година Цонкапа достига сериозни умения в тази област. Надарен с изключителна памет той с лекота запомня и най-сложните текстове. Така той научава всички коментарии към основния текст от правилата за монашеска дисциплина (Виная) или учението за поведението, наизустявайки по 17 страници на ден. Слуховете за неговите способности достигат до китайския император, който го поканва да посети Китай.
От Дригунг Цонкапа се отправил в манастира Чодра Ченпо Девачен, където продължил образованието си. За две години той е усвоил всички произведения на Буда Майтрея и текстовете по Праджнапарамита. Достигайки високо майсторство в изкуството на философските дебати, той се прославя със своята ерудиция.
От Жонну Лодро и Рендауа той получава линията на Праманавартика предавана от Сакя Пандита. Усъвършенства се във всички учения на манастира Дригунг в централен Тибет, основен център на Кагю, пътува интензивно и се учи при повече от 100 учители от всички съществуващи традиции и доктрини, включително Дзогчен, феноменология, теория на достоверното познание, Ламдре, Чакрасамвара и много други.
Цонкапа, считан от мнозина за въплъщение на Атиша получава линията Кадам и учи основните Тантри на Сарма (Школите на новите преводи) от Сакя и Кагю учители. Той също учи при майстора от Нингма Легпе Дордже и Залупа Чьокий

### Духовна практика
На двадесет и четири години Цонкапа е ръкоположен с пълните монашески обети (санскр. бхикшу или тиб. гелонг) в традицията Сакя.
В добавка към ученето и преподаването на философия, той прави и интензивни медитационни уединения. За него се твърди, че е направил 3.5 милиона прострации и 1.8 милиона мандала приношения, повторил безчислено количество от мантрата на Ваджрасатва, както и всякакви други медитационни практики. Често виждал ясно медитационните си идами и особено Манджушри, с чиято помощ разрешавал трудните моменти в своите творби.
На двадесет и пет години започва да преподава Абхидхарма. По това време получава силни болки в гърба от които сам се излекува прилагайки метод научен в манастира Сакя от Дордже Ринчена, който също му дал коментариите на Хеваджра-тантра.
Като осъществен учен и практикуващ той е особено ефективен учител и става водеща фигура на своето време. Много от учителите му стават негови ученици, а с такива учители като Рендава, Умапа и ламата от Нингма Лодрак взаимно се почитат и си преподават. Заради силното му влияние, съчувствие и мъдрост го наричат втори Буда. Обучава хиляди ученици от централната и източната част на Тибет. Писал също изключително много. Съчиненията му са събрани в осемнадесет тома съдържащи стотици трудове по всички аспекти на будисткото учение, разясняващи най-трудните за разбиране въпроси от Сутраяна и Мантраяна.

### Основни трудове
Основните трудове на Дже Цонкапа са „Голямо ръководство по етапите на пътят към просветление“ (Ламрим Ченмо), „Голямо ръководство по етапите на пътят в тантра“ (Нагрим Ченмо), „Същност на изкуството за представяне на алегорични и буквални учения“ (Drang-nges legs-bshad snying-po), „Похвала на взаимозависимостта“ (rTen-'brel bstod-pa), „Ясно описание на петте стадия на Гухясамаджи“ (gSang-'dus rim-lnga gsal-sgron) и „Златни броеници“ (gSer-phreng). Първият от тези трудове Ламрим Ченмо, Цонкапа завършва през 1402 година. Този труд, въз основа на текста на Атиша „Светилник по пътя към просветлението“, подробно и поетапно разяснява целия път към състоянието на буда и е основно учебно пособие в школата Гелугпа.
От хилядите монаси които Цонкапа е учил най-известни са: Гелцаб Дхарма Ринчен (1364 – 1432); Кхедруб Гелег Пелзанг (1385 – 1438); Гялва Гендун Друп (Първият Далай лама), основател на манастира Ташилхунпо в Шигацзе (1391 – 1474); Джамянг Чодже Таши Пелден, основател на манастира Дрепунг (1379 – 1449); Джамчен Чодже Шакя Еше, основател на манастира Сера; Дже Шераб Сенге, основател на Гюме – Долен тантрически колеж и манастира Сегю; Кунга Дондуп, основател на Гюте – Горна Тантра колеж.

### Наследство
С основаването на манастира Ганден през 1409 г. той поставя основата на това, което по-късно става известно като школата Гелугпа („добродетелните“). По това време последователите му стават известни като Ганденпа по името на манастира. Самият Цонкапа никога не е обявявал установяването на нова монашеска общност. 
Ученията на Цонкапа произлизащи от Атиша поставят ударение върху Виная, Трипитака и Шастрите.  Ламрим на Атиша вдъхновява произведението на Цонкапа „Ламрим Ченмо“, което става главен текст за неговите последователи. Той също интензивно практикува и преподава Ваджраяна и особено обединяването на Сутра и Тантра в едно, пише произведения обобщаващи коренните учения на Будиските философски школи, както и коментари към Пратимокша, Праджняпарамита, Мадхямакаватара на Чандракирти, логика и Сарма Тантрите.  Цонкапа набляга на строго монашеската Сангха.  Освен това той насърчава изучаването на логиката и формалните дебати като част от изучаването на Дхарма, а също преподава на учениците си Тантрите Гухясамаджа, Калачакра и Хеваджра. 

Цонкапа е вероятно най-големият авторитет в Тибетския Будизъм на своето време. Той композира молитвата наречена „Мигстема“ отправена с отдаденост към неговия учител Рендава от линията Сакя, но той му ги връща, като заявява, че те се отнасят по-скоро за Цонкапа отколкото за него самия.  След смъртта на Цонкапа в няколко негови биографии писани от лами на различни традиции всички са съгласни, че той е несравним учител.  Деветият Кармапа Вангчук Дордже възхвалява Цонкапа като този, който помита погрешните възгледи с помощта на правилните такива.  Осмият Кармапа Микьо Дордже пише в негова чест поемата „Във възхвала на Несравнимия Цонкапа“: 

Когато ученията на школите Сакя, Кагю и Кадам

И Нингма в Тибет отслабват

Ти Цонкапа съживи учението на Буда

Затова пея тази възхвала на теб от планината Ганден. 
Нещо повече, твърди се, историческия Буда Шакямуни говори за неговата бъдеща поява като излъчване на Бодхисатва Манджушри в кратък стих от „Коренна Тантра на Манджушри:
След като си отида

И моето чисто учение го няма

Ти ще се появиш като обикновено същество

Извършвайки делата на Буда

И ще установиш Радостната страна, великия Защитник,

В Земята на Снеговете.
Макар че Цонкапа умира на шесдесетгодишна възраст през 1419 г., в двадесет и петия ден на десетия тибетски месец, той оставя 18 тома събрани поучения, най-много върху Гухясамаджа Тантра. Тези 18 тома съдържат стотици заглавия, отнасящи се до всички области на Будиското познание и изясняващи най-трудните моменти на Сутраяна и Тантраяна.
Измежду главните му трудове са:
- „Великото изложение на Етапите на Пътя“
- „Великото изложение на Тантрите“
- „Същността на Красноречието за Интерпретиращите и Определящите Поучения“
- „Възхвала на относителността“
- „Ясно Изложение на Петте Етапа на Гухясамаджа“
- „Златната Броеница“

Тези ръкописи са главен източник за ученията на Гелугпа традицията и заедно с другите учения на Дзонкапа на тях се гледа и до днешно време като на защита срещу неразбиране на Махаяна и Ваджраяна.
Четиринадесетият Далай Лама подчертава верността на работите на Цонкапа на смисъла на работите на индийския учен от 5 – 6 век Будапалита. Трудовете на Цонкапа са възхвалявани като дълбоки и верни на традицията, по същество кондензиране и изясняване на предадените учения, от които в крайна сметка се иска да капсулират непроменимата истина.
След завършването му през 1409 манастирът Ганден става седалище на Цонкапа. Той има много ученици между които Гялцаб Дхарма Ринчен, Кедруб Гелек Пелзанг, Тогден Джампал Гяцо, Джамянг Чьодже, Джанченпа Шераб Сенге, Гялва Гендюн Друб, Първи Далай Лама.
След основаването на манастира Ганден от Цонкапа Джамянг Чьодже основава манастира Дрепунг, Чьодже Шакя Йеше основава манастира Сера, а Първият Далай Лама Гендюн Друб основава манастира Ташилунпо. След тях възникват многобройни манастири на Гелугпа из цял Тибет, а дори и в Китай и Монголия. Дзонкапа прекарва известно време в отшелничество в Пабонка, построен още по времето на крал Сонгцен Гампо недалеч от Лхаса, а в днешно време е отшелнически комплекс към манастира Сера.
Много са държателите на линията на Традицията на Жълтите Шапки (Гелугпа) като последователните прераждания на Панчен Лама, Чагя Дордже Чанг, Нгачен Кончог Гялцен, Кишо Тулку Тензин Тринле, Йамянг Шепа, Пурчок Джампа Ринпоче, Джамчнг Деве Дордже, Такпу Ринпоче, Качен Йеше Гялцен, Триджанг Ринпоче, Домо Геше Ринпоче и други.
Годишният Тибетски фестивал на пожелателните молитви е установен от Цонкапа и се смята за едно от четирите му велики дела. В този фестивал участват десет хиляди монаси и отбелязва чудесата извършени от Буда.

## Легенди свързани с Цонкапа
- Традицията гласи, че в едно от предните си прераждания Дже Цонкапа, като момче поднася на Буда Шакямуни кристална броеница, а в замяна получава от него раковина. Обръщайки се към ученика си Ананда, Буда предсказал, че момчето ще се прероди в Тибет и ще изиграе ключева роля при възраждането на неговото учение Дхарма. Буда добавил, че при посвещаването си момчето ще получи името Сумати Кирти, което се превежда на тибетски като Лобсанг Драгпа.

- За подземни жилища в областите Лхаса и Кукунор съобщават много източници. Монголски лама си спомня предание, в което се разказва, че когато строели основите на манастира Ганден по времето на Цонкапа, забелязали, че от цепнатините на скалите се издигат струи дим. Прекарали тунел и намерили пещера, където неподвижно седял старец. Цонкапа го извел от екстаза. Той поискал чашка мляко. Попитал какво е сега учението на земята. И после изчезнал. В същата легенда се посочва, че в Потала, двореца на Далай Лама, има скрити помещения от дълбока древност.